# Співвідношення Таллі — Фішера

Залежність між світністю галактик (вісь абсцис, логарифмічна шкала) та дисперсією швидкості зір (вісь ординат, логарифмічна шкала) для спіральних і лінзоподібних галактик.

Співвідношення Таллі — Фішера — емпіричне співвідношення між абсолютною світністю спіральної галактики та шириною її емісійних ліній (яка залежить від швидкості обертання галактики). Вперше його опублікували 1977 року астрономи Річард Таллі і Джеймс Річард Фішер. Світність розраховується шляхом множення видимої яскравості галактики від 4πd2, де d — відстань до галактики, а ширина спектральної лінії вимірюється за допомогою довгої щілинною спектроскопії.[джерело?]

Співвідношення має вигляд:
{\displaystyle L_{B}\propto {v_{max}}^{3}}
де: 
- LB — світність галактики у фільтрі B;
- vmax — максимальне значення швидкості обертання галактики.

Існує кілька різних форм співвідношення Таллі — Фішера, залежно від того, як саме вимірюються маса, світність та швидкість обертання. Таллі та Фішер вимірювали ширину радіолінії нейтрального Гідрогену (H I), але подальші дослідження виявили, що співвідношення стає точнішим у діапазоні від мікрохвильового до інфрачервоного випромінювання (К-діапазон, краще враховує зоряну масу), і ще тіснішим, коли світність замінити загальною баріонною масою галактики (сумарна маса зір та газу). Ця остання форма співвідношення відома як «баріонне співвідношення Таллі — Фішера» (англ. Baryonic Tully–Fisher relation, BTFR), і стверджує, що баріонна маса пропорційна швидкості обертання у степені приблизно 3,5—4.
Співвідношення Таллі — Фішера застосовується для оцінки відстані до спіральних галактик. Вимірявши ширину емісійних ліній галактики і, припускаючи, що галактика задовольняє співвідношенню, можна обчислити її світність. Далі зіставивши обчислену світність та виміряну видиму величину можна визначити відстань. Таким чином, співвідношення Таллі — Фішера утворює ще одну сходинку на шкалі космічних відстаней, де його можна  відкалібрувати із застосуванням методів прямого вимірювання відстані і, у свою чергу, застосувати для калібрування методів, що поширюються на більші відстані.
У парадигмі темної матерії, швидкість обертання галактики (і, отже, ширина лінії) визначається, в першу чергу, масою гало темної матерії, яке оточує галактику, що робить співвідношення Таллі — Фішера проявом зв'язку між масою видимої й темної матерії. У модифікованій ньютонівській динаміці (Mond), баріонне співвідношення Таллі — Фішера є прямим наслідком закону тяжіння при низькому прискоренні.
Аналоги співвідношення Таллі — Фішера для еліптичних галактик відомі як співвідношення Фабер — Джексона і співвідношення фундаментальної площини.